# Edgar Quesada
Édgar Quesada Yanarella (Heredia, 16 de agosto de 1931 - Tibás, 9 de septiembre de 1991) fue un futbolista profesional y entrenador costarricense. Es hijo del también exfutbolista Ismael Quesada.

## Trayectoria
Desarrolló su carrera en el Club Sport Herediano, club con el que militó durante 17 temporadas entre 1947 y 1964, disputando 309 partidos en Primera División de Costa Rica. Con los florenses se proclamaría campeón en los torneos de 1948, 1951, 1955 y 1961. 
A nivel de selecciones nacionales disputó el Campeonato Centroamericano y del Caribe de 1953, la eliminatoria para la Copa Mundial de Fútbol de 1962, así como otros partidos oficiales y amistosos. 
Entre sus distinciones individuales se encuentran la que recibió por el Club Sport Herediano, donde el dorsal número 6 fue retirado en reconocimiento a su carrera (hasta la actualidad, ha sido el único dorsal retirado en las filas rojiamarillas), así como su incorporación a la Galería Costarricense del Deporte en 1992
.

## Clubes

### Como jugador
| Club                 | País       | Año       |
| -------------------- | ---------- | --------- |
| Club Sport Herediano | Costa Rica | 1947-1964 |

### Como técnico
| Club                 | País       | Año       |
| -------------------- | ---------- | --------- |
| Club Sport Herediano | Costa Rica | 1971-1972 |

## Palmarés

### Títulos nacionales
| Título                         | Club          | País       | Año  |
| ------------------------------ | ------------- | ---------- | ---- |
| Primera División de Costa Rica | C.S Herediano | Costa Rica | 1948 |
| Primera División de Costa Rica | C.S Herediano | Costa Rica | 1951 |
| Torneo de Copa de Costa Rica   | C.S Herediano | Costa Rica | 1954 |
| Primera División de Costa Rica | C.S Herediano | Costa Rica | 1955 |
| Torneo de Copa de Costa Rica   | C.S Herediano | Costa Rica | 1955 |
| Torneo de Copa de Costa Rica   | C.S Herediano | Costa Rica | 1956 |
| Torneo de Copa de Costa Rica   | C.S Herediano | Costa Rica | 1959 |
| Primera División de Costa Rica | C.S Herediano | Costa Rica | 1961 |
| Torneo de Copa de Costa Rica   | C.S Herediano | Costa Rica | 1961 |

### Campeonatos internacionales
| Título                                  | Equipo     | Sede        | Año  |
| --------------------------------------- | ---------- | ----------- | ---- |
| Campeonato Centroamericano y del Caribe | Costa Rica | Costa Rica  | 1953 |
| Campeonato Centroamericano y del Caribe | Costa Rica | Honduras    | 1955 |
| Campeonato Centroamericano y del Caribe | Costa Rica | Cuba        | 1960 |
| Campeonato Centroamericano y del Caribe | Costa Rica | Costa Rica  | 1961 |
| Campeonato de Naciones de la Concacaf   | Costa Rica | El Salvador | 1963 |